# Karpfsee (Schlehdorf)

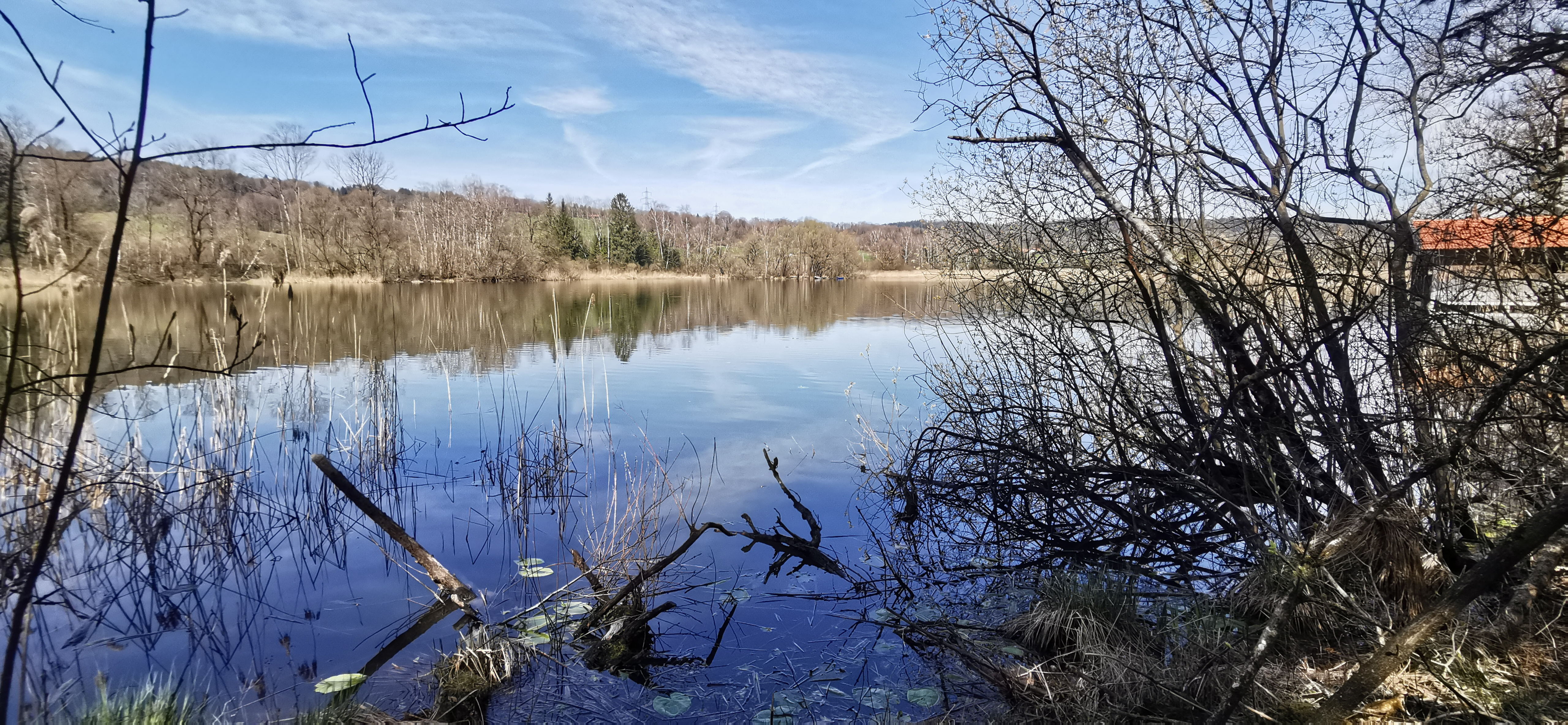
Südansicht

Der Karpfsee ist ein Kleinsee in den Loisach-Kochelsee-Mooren. Er liegt nördlich von Schlehdorf. Weitere Kleinseen in den Loisach-Kochelsee-Mooren sind Höllsee, Rohrsee, Fichtsee, Rettensee, Haselsee und Eichsee. Der See und die Flächen um den See gehören nicht zum FFH- und Vogelschutzgebiet Loisach-Kochelsee-Moore.
Anfang 2023 kaufte die Öko-Genossenschaft Klostergut Schlehdorf e.G. den Karpfsee für einen Kaufpreis von 100.000 Euro von den Dominikanerinnen vom Kloster Schlehdorf. Bereits 2021 kaufte die Genossenschaft die Grünlandflächen um den See. Die Öko-Genossenschaft bewirtschaftet diese Grünlandflächen schon seit 2012 als Pachtflächen. Die Grünlandflächen und der See sollen weiter als Lebensraum für seltene oder bedrohte Arten dienen. Am See soll eine „sanfte Befischung“ durchgeführt werden. Die Grünlandflächen sollen u. a. mit dem Murnau-Werdenfelser-Rind beweidet werden.